# Reynoutria sachalinensis
Reynoutria sachalinensis, источноазијски дворник, је вишегодишња зељаста биљка из породице Polygonaceae. 

## Опис
Вишегодишња зељаста биљка висине 2–4 m, са јаким ризомима који се простиру формирајући клонске колоније. Листови су међу најкрупнијим у породици, дужине 15–40 cm и ширине 10–28 cm, скоро срцоликог облика, са делимично таласастим ивицама. Цветови су ситни, на кратким, густим метлицама дугим до 10 cm, мушки и женски цветови су на различитим биљкама. Цветају крајем лета или почетком јесени. Врста је сродна рејнутрији, Reynoutria japonica, а може се разликовати по томе што је већа, а листови су срцолике (не равне) базе и рецкастих ивица.

## Порекло врсте
Ова врста води порекло са североистока Азије, са севера Јапана (Хокаидо, Хоншу) и крајњег истока Русије (Сахалин и југ Курилских острва).

## Гајење и коришћење
Надземни делови су нежни и јестиви. Донета је у Европу и гајена у многим  ботаничким баштама. Дошла је у центар пажње око 1893, када је суша у Западној Европи довела до значајне несташице хране за стоку. Доказано је да је мање корисна него што је предвиђено, па се од њеног намерног гајења скоро потпуно одустало. Међутим, доказано је да је, као и R. japonica, инвазивна за многа подручја. 
Екстракти ове биљке могу се користити као заштита од гљивичних и бактеријских инфекција код биљака.

## Синоними
- Polygonum sachalinense
- Fallopia sachalinensis
- Reynoutria brachyphylla
- Tiniaria sachalinensis